# Магнус Норман
Магнус Норман (швед. Magnus Norman; рођен 30. маја 1976. године у Филипстаду, Шведска) је бивши шведски тенисер. Најбољи пласман на АТП листи му је друго место.
Финалиста је Ролан Гароса у појединачној конкуренцији 2000. године. У каријери је освојио једну титулу на АТП Мастерс турнирима, Рим 2000. године. Укупно је победио на 12 АТП турнира у синглу.
Од 2013. је први тренер швајцарског тенисера Стена Вавринке. Има своју тениску академију.

## Гренд слем финала

### Појединачно 1 (0—1)
| Исход  | Година | Турнир      | Подлога | Противник      | Резултат              |
| Финале | 2000.  | Ролан Гарос | Шљака   | Густаво Киртен | 6–2, 6–3, 2–6, 7–6(6) |

## АТП Мастерс финала

### Појединачно: 1 (1—0)
| Исход  | Година | Турнир | Противник      | Резултат           |
| Победа | 2000   | Рим    | Густаво Киртен | 6–3, 4–6, 6–4, 6–4 |